# Anomobryum abyssinicum
Anomobryum abyssinicum là một loài rêu trong họ Bryaceae. Loài này được Schimp. A. Jaeger mô tả khoa học đầu tiên năm 1875.